# Саришабари (подокруг)
Саришабари (бенг. সরিষাবাড়ী, англ. Sarishabari) — подокруг на севере Бангладеш в составе округа Джамалпур. Образован в 1960 году. Административный центр — город Саришабари. Площадь подокруга — 263,48 км². По данным переписи 1991 года численность населения подокруга составляла 289 106 человек. Плотность населения равнялась 1097 чел. на 1 км². Уровень грамотности населения составлял 24,1 %. Религиозный состав: мусульмане — 96,56 %, индуисты — 3,11 %, христиане — 0,16 %, прочие — 0,17 %.